# Grande Aiguille d’Ansabere
Grande Aiguille d’Ansabere – szczyt w Pirenejach. Leży na granicy między Francją (departament Pireneje Atlantyckie) a Hiszpanią (prowincja Huesca, w regionie Aragonia). Należy do Pirenejów Zachodnich.